# Шахматисты (витраж)
Шахматисты (фр. Les joueurs d’échecs) — один из немногих сохранившихся витражей XV века на светский сюжет. Выполнен во Франции около 1450 года. Хранится в коллекции музея Клюни.

## Происхождение витража и его судьба

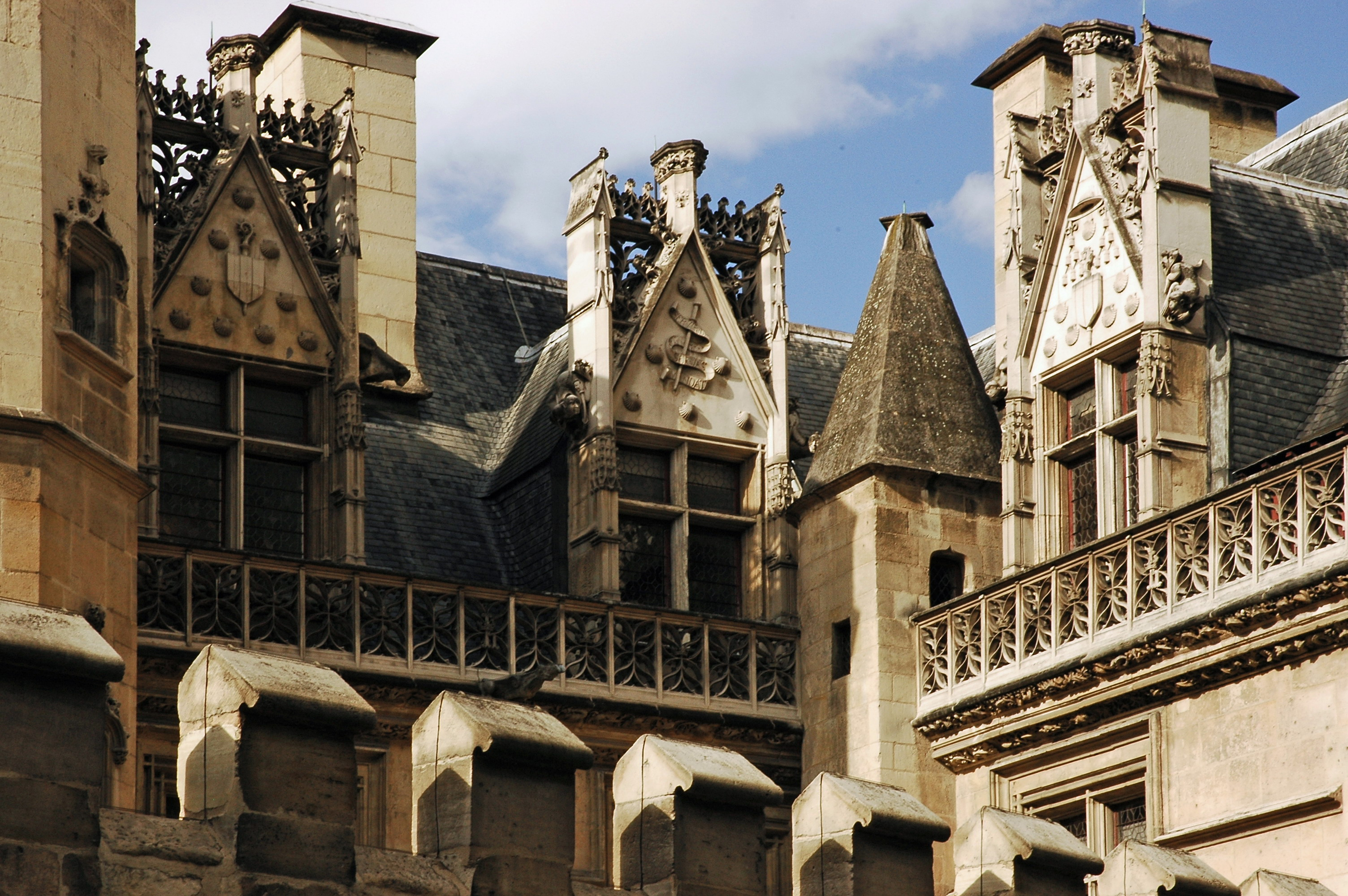
Музей Клюни, где хранится витраж

Обычно витраж датируется временем около 1450 года (другая версия датирует его 1430—1440 годами). Размер — 0,52 на 0,54 метра. Техника — золочение; гризайль; витражное стекло, металл. Он происходит из L’hôtel de la Bessée (в городе Вильфранш-сюр-Сон, фр. Villefranche-sur-Saône). Данный витраж украшал дом дворянина недалеко от Лиона. Происхождение семьи владельца дома (из рода Bessée) восходит к тринадцатому веку, её представители часто выполняли функции местного самоуправления в городе Вильфранш. Крупное состояние семьи было основано на торговле и владении землёй. В XV И XVI веках представители этой семьи были видными юристами. Витраж — редкий пример светского витража, возможно, работы художника из капеллы Святого Михаила (1450), трудившегося над украшением собора в Лионе.
Дом был реконструирован в 1840—1849 годах. Витраж, вероятно, именно в связи с реконструкцией был описан впервые в 1840 году, в 1852 году к нему было привлечено внимание искусствоведов в результате многочисленных исследований, а сфотографирован профессионально он был около 1906 года Lucien Bégule в замке Sassangy (Saône-et-Loire), где он тогда находился. Витраж был утерян после 1923 года, когда усадьба была продана после смерти её прежней владелицы Claret de Fleurieu. Он вновь появился только в 1993 году на открытом аукционе в Друо, где его приобрёл музей Клюни. В настоящее время находится в коллекции этого музея (фр. Musée de Cluny, Musée national du Moyen Âge) в Париже. Инвентарный номер — Cl.23422.

## Сюжет витража
Существуют две версии, объясняющие сюжет витража.
I. По версии части исследователей сцена, изображённая на витраже, иллюстрирует отношение к браку, распространённое в эту эпоху. Брак заключался без любви, по политическим или коммерческим расчётам, но общество готово было смотреть сквозь пальцы на любовные заигрывания супруги с другим человеком, рыцарем чаще всего. На первый взгляд витраж изображает игру в шахматы. Игра в шахматы считалась аристократической игрой. Часто её называли «игра королей». Из окна открывается вид на небольшое селение. Но, наблюдая внимательно, можно заметить, что взгляд мужчины направлен не на доску, а на женщину перед ним.
Мужчина ухаживает за молодой женщиной. Она улыбается, выражая удивление и поднимая правую руку ладонью к противнику, демонстрируя признание своего поражения (по версии некоторых исследователей этот жест должен выражать гнев), когда мужчина берёт её королеву (термин «ферзь» вошёл в употребление позже времени создания картины), что является согласно куртуазному кодексу символом его победы над её сердцем. Некоторые исследователи идентифицируют данную фигуру с королём (как вероятно передавался художником поставленный мат противнику), но смысл изображения от этого меняется не сильно. Игра в шахматы, как метафора любовного ритуала, пронизывает культуру позднего средневековья в литературе и в изобразительном искусстве.
Витраж «Шахматисты» иллюстрирует принципы куртуазной любви сценой между женщиной и рыцарем, который пытается добиться её симпатии. Художник обращает наше внимание на руки дамы в то время как одна, кажется, символизирует отказ от союза с рыцарем, другая держит край мужской одежды, а её нога ласкает его ногу под столом.
II. Существует иное толкование сюжета витража, утверждающее, что на витраже изображены реальные лица, не связанные куртуазными отношениями. Эта гипотеза прототипами изображённых персонажей считает следующих исторических лиц:
- Эдуар II[7] (в 1374—1400 годах — сеньор de Beaujeu, двоюродный брат предыдущего сеньора de Beaujeu) из семейства Maison d’Albon-Forez, сын Guichard VIII de Beaujeu и Маргариты де Пуатье, женившийся в 1370 году на Aliénor Rogier de Beaufort[8]. Из-за его злоупотреблений, он заключен в тюрьму Шатле в Париже и лишен своего имущества Карлом VI королём Франции. Эдуар II был капризным и развратным сеньором. В 1400 году один из его вассалов, Guyonnet de La Bessée, посмел отказать ему от своего дома, так как тот, будучи в браке, ухаживал за его дочерью. Этот отказ вызвал ярость Эдуара II, который принял ряд репрессивных мер против жителей Вильфранша и самого провинившегося. Вероятно, отголоски этой истории и легли в основу легенды.
- Дочь Guyonnet de La Bessée из города Вильфранш.

Легенда позднего происхождения рассказывает о похищении молодой женщины Эдуаром II и справедливом наказании последнего. Впервые эта легенда появилась в 1606 году в книге, созданной неким Claude Paradin. Легенда не получила в настоящее время документального подтверждения. Существует версия, что на самом деле была адаптирована к местным обстоятельствам реальная история произошедшая в другом месте, но название которого звучит близко к La Bessée (в частности картезианский монастырь в Blacé, откуда была похищена юная монахиня). В 1671 году в книге под названием «Воспоминания о самом замечательном, произошедшем в Вильфранше» (фр. «Mémoires contenans ce qu'il у a de plus remarquable a Villefranche»), автор которой скрылся за инициалами LIS, рассказывающей о драматических обстоятельствах похищения, была размещена гравюра (она имеет подпись гравёра, некоего Selot), детально воспроизводящая именно этот витраж и иллюстрирующая данную легенду.

## Особенности изображения
Изображение симметрично относительно центральной оси. Костюмы персонажей уникальны. Например, мужской головной убор присутствует в таком виде только на картине мастерской Яна Ван Эйка «La pêche à la ligne à la cour de Guillaume VI, comte de Hollande et de Hainaut».
Витраж выполнен во фламандском стиле, что позволяет предположить контакты между Вильфраншем и Нидерландами, как коммерческие, так и культурные.